# Cinco razones (para no salir contigo)
Cinco razones (para no salir contigo) es una serie de televisión protagonizada por Heather Graham.
La serie está basada en la novela Emily's Reasons Why Not (nombre que lleva la serie en su versión original) escrita por Carrie Gerlach. El primer episodio fue emitido en Estados Unidos el 9 de enero de 2006 en la cadena americana ABC, el cual fue el único que llegó a emitirse en Estados Unidos por no alcanzar las expectativas de la cadena a pesar de no haber tenido un mal índice de audiencia en el país mencionado.
En España ha sido emitida al completo varias veces por el canal Cosmopolitan. Actualmente se ha emitido por completo, además de en España, en Latinoamérica por Sony Entertainment Television y en Austria por ORF1.

## Argumento
La serie se centra en Emily, una autora de libros de autoayuda en busca del romance perfecto.
En el primer episodio Emily acaba con una mala relación y decide seguir una nueva regla en sus romances: si encuentra cinco razones para romper con un chico romperá con él. Busca al hombre perfecto que cumpla todos los requisitos. Emily pide ayuda a sus amigos, entre los cuales se encuentra Josh (Khary Payton), cuyo carácter es muy fuerte y basado en los estereotipos gais y Reilly (Nadia Dajani), su mejor amiga desde que eran pequeñas.

Algunos consideran la serie como una copia de la serie Sex and the city.

## Cancelación de la serie en Estados Unidos
A pesar de la gran promoción hecha por Sony y la ABC, la serie fue cancelada tras el sexto episodio grabado y uno solo emitido en Estados Unidos, dejando la serie de lado y sin vistas a una segunda temporada.

## Guía de episodios
| Episodio # | Título en inglés                          | Título en español                                  |
| ---------- | ----------------------------------------- | -------------------------------------------------- |
| 0          | Pilot                                     | Emisión 1                                          |
| 1          | Why not to date a twin                    | Por qué no salir con gemelos                       |
| 2          | Why not to date your gynecologist         | Por qué no salir con tu ginecólogo                 |
| 3          | Why not to hire a cute male assistant     | Por qué no contratar a un secretario guapo         |
| 4          | Why not to invite your vacation vate home | Por qué no invitar a casa a tu ligue de vacaciones |
| 5          | Why not to cheat on your best friend      | Por qué no engañar a tu mejor amiga                |
| 6          | Why not to look at bridal magazines       | No emitido                                         |

## Ficha artística

### Actores
- Emily Sanders (Heather Graham)
- Reilly (Nadia Dajani)
- Josh (Khary Payton)
- Glitter Cho (Smith Cho)
- Midas O'Shea (James Patrick Stuart)
- Aknad (Michael Benyaer)
- Reese Callahan (Mark Valley)

### Actores de doblaje
- Emily Sanders (Alicia Laorden)
- Reilly (Victoria Pagés)
- Josh (Xavier Fernández)
- Glitter Cho (Mar Roca)

- Directora y ajustadora de doblaje: Rosa Pastó
- Estudio de doblaje: 103 - TODD AO (Barcelona)